# 亞耶奇內
50°2′17″N 37°16′18″E / 50.03806°N 37.27167°E
亞耶奇內（烏克蘭語：Яєчне）是位於烏克蘭東部的村莊，由哈爾科夫州庫皮揚斯克區的大布尔卢克市镇負責管轄。該村始建於1750年，面積0.53平方公里，海拔高度157米，2001年人口243，人口密度每平方公里458.5人。